# San Mango Piemonte
San Mango Piemonte é uma comuna italiana da região da Campania, província de Salerno, com cerca de 2.166 habitantes. Estende-se por uma área de 5 km², tendo uma densidade populacional de 433 hab/km². Faz fronteira com Castiglione del Genovesi, Salerno e San Cipriano Picentino.

## Demografia
| Variação demográfica do município entre 1861 e 2011                               |
|                                                                                   |
| Fonte: Istituto Nazionale di Statistica (ISTAT) - Elaboração gráfica da Wikipedia |